# Kocsis István (író)
Kocsis István (Ombod, 1940. május 7. –) József Attila-díjas erdélyi magyar író, drámaíró, érdemes művész.

## Életpályája
Szülei Kocsis Albert és Spán Mária voltak. Középiskoláit Szatmárnémetiben végezte 1956-ban. 1957–1959 között a Bolyai Tudományegyetem magyar-történelem – levelező – szakos hallgatója volt. 1965-ben szerezte meg diplomáját a kolozsvári egyetem magyar nyelv és irodalom szakán, ahová 1961-től járt. Első, egyfajta erkölcsi imperatívuszt képviselő karcolatai, novellái a közbeeső időszak vidéki élményeiből ihletődtek (katonai szolgálat, képesítés nélküli tanítóskodás Avasújvárosban, majd Kőszegremetén 1956–1959 között), melyek íróvá érlelték. Államvizsga után a bukaresti Pionír című hetilaphoz nevezték ki 1965–1967 között. 1967 őszén átkerült az Ifjúmunkáshoz, ahol tudósítóként dolgozott. Az itt töltött két év – olyan szerkesztőségi közösségben, amelynek Gálfalvi György, Aradi József volt akkoriban a tagja – lényegesen alakította valóságismeretét, világlátását. Riporteri munkáját 1969-től a kolozsvári Utunk belső munkatársaként is folytatta; 1984-ben Budapestre települt át, ahol a Népszínház, majd a Magyar Televízió dramaturgja lett.

### Munkássága
1965-ben mutatkozott be novellistaként, írásait az Utunk és a Korunk sűrűn közölte. Szabó Gyula beajánlásával megjelent Forrás-kötetében (Egyenletek, 1967) már drámát is találunk: ez a Megszámláltatott fák, szakítva az antifasiszta irodalom korábbi sablonjával, magatartástípusokat állít reflektorfénybe. A hatalom kiszolgálóit és kiszolgáltatottjait nem választja el élesen egymástól, sőt a főhősben, Ranke őrnagyban a megszálló hadsereg humanista tisztjének illúziójáról, súlyos lelki konfliktusáról tud lényegesen újat, a korra jellemzőt mondani. (A dráma Szatmáron sikeres előadásban került színpadra, majd a bukaresti televízió magyar adása a filmváltozatát is bemutatta.) Hasonló erkölcsi dilemmákat vizsgált történelmi keretben 1969-ben írt Martinovics-drámájában (A nagy játékos) is: lehet-e az ellenséges hatalommal szövetkezve harcolni a szabadságért, haladásért? A vitadráma statikus voltát a gondolatok súlyos tétje oldja. Az „örömteremtés” visszájára fordulását példázza a harmadik, Stuart Mária tragédiájából ihletődött dráma, A korona aranyból van.
Monodrámáinak sorát a Bolyai János estéje (1970) nyitotta meg, s lényegében ezzel kezdődött a Kocsis István-művek színpadi sikere (kitűnő színészek egymással valósággal versengve adták elő számos színházban). Az élete alkonyán álló híres matematikusban a megaláztatott embert idézi az olvasó elé, a fényes sikereket s a nagy megalkuvásokat elkerülő, magányos tudóst, aki leszámol ugyan illúzióival, mégis mindegyre visszatér a gondolathoz: „Az ember akkor ember, ha összes választási lehetőségei közül mindig a legnehezebbet választja.” Magára maradt, szigorú erkölcsű történelmi egyéniségek többi hősei is: Árva Bethlen Kata, Széchenyi István, Jászai Mari.
Határhelyzeteket, a választás, a döntés pillanatait vetíti ki az egyetemes művelődéstörténet olyan figuráiba, mint Vincent van Gogh és Paul Gauguin (Tárlat az utcán) vagy Ferdinand Magellan. Előző drámahőseinek jóságkomplexusai, „játékai” se voltak függetlenek a közösség problémáitól, mégis ők elsősorban egyéniségük integritását óvták; Magellán a magányt már egyértelműen a közösségért vállalja. Van Gogh sorsában, művészetében a szerző a szülőföld elszakíthatatlan erejét látja. Megpróbálkozott a paraboladrámával (Játék a hajón, 1968) és a riport-drámával is (Nem zárjuk kulcsra az ajtót, 1978).
Korai drámáit többször is átdolgozta, némelyiket (Vincent van Gogh) monodrámásította.
A Trianon Kutató Intézet Közhasznú Alapítvány által 2009-től kiadott Trianoni Szemle című folyóirat egyik állandó publicistája.

## Színházi munkái
A Színházi Adattárban regisztrált bemutatóinak száma: szerzőként: 54; íróként: 1.

### Szerzőként
- A nagy játékos (1969, 1976)
- Bolyai János estéje (1971–72, 1976, 1979, 1981, 1983, 1993, 1995–96)
- Megszámláltatott fák (1972, 1982, 2017)
- A korona aranyból van. Egyszer egy költő gyönyörűt álmodott egy királynőről... (1973, 1983)
- Tárlat az utcán (Van Gogh) (1975–76, 1983, 1988, 1993, 2009)
- Magellán (1975, 1995)
- Az újrakezdő (Árva Bethlen Kata) (1975, 1977, 1979, 1982, 1997, 2008)
- Nem zárjuk kulcsra az ajtót (1980–81)
- Jászai Mari – A megkoszorúzott (1982–84, 1987, 1991, 1994, 2004)
- Árpád-házi Szent Margit (1989, 1991, 1999)
- Bolondóra (1992)

### Íróként
- Utak (1985)

## Művei
- Egyenletek (elbeszélések, dráma, 1967)
- Játék a hajón (1968)
- Örömteremtés. Novellák; Irodalmi, Bukarest, 1969
- Bolyai János estéje (monodráma, 1970)
- A korona aranyból van (drámák, 1972)
- Magellán (1974)
- Árva Bethlen Kata (monodráma, 1974)
- Tárlat az utcán. Monológok, párbeszédek, jelenetek, drámák; Albatrosz, Bukarest, 1974
- A nagy játékos (Martinovics utolsó napja); Magvető, Bp., 1976
- A fehér kesztyű (novellák, jelenetek, 1978)
- Drámák (drámák, 1978)
- Nem zárjuk kulcsra az ajtót (1978)
- Megszámláltatott fák (drámák, 1981)
- A megkoszorúzott (drámák, 1982)
- Széchenyi István (monodrámák, 1984)
- Jászai Mari (1984)
- A tizenkettedik lánc (regény, 1986)
- Az áldozat – Árpád-házi Szent Margit (1989)
- Báthory István (1990)
- Történészek a kereszten avagy Az áldozatok bosszúja. Regény a román történelemhamisításról, 1991
- A meztelen igazságért: a magyar–román viszony megromlásának története (1994)
- A Szent Korona tana (történelmi tanulmány, 1995)
- A megkoronázott (drámák, 1996)
- A Szent Korona misztériuma (történelmi tanulmány, 1997)
- A szakrális fejedelem (1999)
- Magyarország Szent Koronája (2000)
- "Magyarországnak fényes tüköre". Hat dráma (drámák, 2001)
- Széchenyi. A magyarságtudat regénye (regény, 2002)
- A Tér (monodráma Bolyai Jánosról, 2003)
- Fényhíd (monodráma-trilógia, 2007)
- A táltos paripa. Az ősi magyar hitvilág, hitélet, vallás kérdéskörei (2008)
- A Szent Korona üzenete. Rövid áttekintés; Balaton Akadémia, Keszthely,  2008 (Szent György könyvek)
- Magyarország Szent Koronája. A Szent Korona misztériuma és tana; 5. átdolg., bőv. kiad.; Püski, Bp., 2010
- A táltos paripa. Az ősi magyar hitvilág, hitélet, vallás kérdéskörei, különös tekintettel a táltos paripa és a tündérvilág titkára, valamint a beavatás, a szakrális hierarchia, a régi magyar küldetéstudat és az eltűnt, de megidézhető magyar Szentírás rejtélyére; 3. átdolg. kiad.; Püski, Bp., 2010
- A Szentkorona-eszme időszerűsége. A Szent Korona misztériuma és tana kérdéskörei. Rövid áttekintés; Püski, Bp., 2012 (Kocsis István világa)
- A szakrális szerelem; Püski, Bp., 2012 (Kocsis István világa)
- Az áldozat. Magyar szentek. Két dráma; Püski, Bp., 2013 (Kocsis István világa)
- A fény éjszakája. Németh László és hősei. Dráma két részben; Hungarovox, Bp., 2013
- A mai magyar és a mai európai történetírás válsága; Püski, Bp., 2015 (Kocsis István világa)
- A királynő aranyból van. Drámák; Cédrus Művészeti Alapítvány–Napkút, Bp., 2016
- A kitüntetés. Drámák II.; Cédrus Művészeti Alapítvány–Napkút, Bp., 2017
- Találkozás a Fényhídon. Drámák III.; Napkút, Bp., 2018
- Az arany kapu kulcsa , Drámák IV., Napkút, Bp., 2020
- Trianon avagy passiójáték a XX. században, Napkút, Bp., 2020

## ATrianoni Szemlefolyóiratban megjelent írásai
- Trianon kérdésköreinek metafizikai megközelítése (esszé). In. Trianoni Szemle III. évfolyam. Bp., Trianon Kutatóintézet 2011. 1. szám., 2011. január– március 2–14. o.
- Trianon kérdésköreinek metafizikai megközelítése – II. rész In. Trianoni Szemle, III. évfolyam. Bp., Trianon Kutatóintézet 2011. 2. szám., 2011. április–június, 69–80. o.
- Trianon kérdésköreinek metafizikai megközelítése – A Trianoni pszichózisok. In. Trianoni Szemle, III. évfolyam. Bp., Trianon Kutatóintézet 2011. 3. szám., 2011. július–szeptember, 2–9. o.
- Trianon kérdésköreinek metafizikai megközelítése – A Trianoni pszichózisok. In. Trianoni Szemle, III. évfolyam. Bp., Trianon Kutatóintézet 2011. 4. szám., 2011. október–december, 3–15. o.
- Trianon kérdésköreinek metafizikai megközelítése. In. Trianoni Szemle, IV. évfolyam. Bp., Trianon Kutatóintézet 2012. 1–4. szám., 2012. január–december. 102- 111. o.
- Szent korona és a nemzetiségi kérdés történelmi Magyarországon. In. Trianoni Szemle, V. évfolyam. Bp., Trianon Kutatóintézet 2013. 1. szám., 2013. január– június, 2–14. o.
- Szent korona és a nemzetiségi kérdés történelmi Magyarországon. In. Trianoni Szemle, V. évfolyam. Bp., Trianon Kutatóintézet 2013. 2. szám., 2013. július– december, 2–13. o.

## Filmjei
- Öt férfi komoly szándékkal (1971)
- Magellán (1977)
- A korona aranyból van (1979)
- Bánk bán (1987)

## Díjai
- József Attila-díj (1987)
- A Magyar Érdemrend lovagkeresztje (2015)
- Királyi Lándzsa-díj (Lancea Regis-díj) (2017)[2]
- Herczeg Ferenc-díj (2019)
- A Magyar Érdemrend tisztikeresztje (2020)[3]
- Széchenyi-örökség Okmánya (2021)[4]
- Érdemes művész (2025)[5]